# Lijst van spelers van Jong AZ
Dit is een lijst van voetballers die minimaal één officiële wedstrijd hebben gespeeld in het elftal van Jong AZ, het tweede elftal van de Nederlandse voetbalclub AZ. Alleen spelers die een officiële wedstrijd voor Jong AZ hebben gespeeld, sinds de toetreding tot de voetbalpiramide in 2016, zijn opgenomen in deze lijst.

## A
- Zakaria Aboukhlal
- Jayden Addai
- Adam Ait Ali Oulhaj
- Jurre van Aken
- Soulyman Allouch
- Rayan Atikallah

## B
- Millen Baars
- Justin Baas
- Justin Bakker
- Mees Bakker
- Yoël van den Ban
- Yusuf Barası
- Iliass Bel Hassani
- Léon Bergsma
- Jorn Berkhout
- Daniël Beukers
- Emir Biberoğlu
- Teun Bijleveld
- Myron Boadu
- Rody de Boer
- Ruben van Bommel
- Kasper Boogaard
- Wassim Bouziane
- Myron van Brederode
- Koen Bucker
- Zico Buurmeester

## C
- Viktor Christiansson
- Joerie Church
- Félix Correia
- Gino Coutinho

## D
- Ro-Zangelo Daal
- Daniël Deen
- Maxim Dekker
- Vince Gino Dekker
- Quinten Dekkers
- Sem Dekkers
- Elijah Dijkstra
- Sem Dirks
- Joël Donald
- Nick Doodeman
- Ferdy Druijf
- Billy van Duijl
- Sem van Duijn
- Jelle Duin

## E
- Nelson Egah
- Rens van Eijden
- Viktor Karl Einarsson
- Abdel Malek El Hasnaoui
- Misha Engel
- Jeremiah Esajas
- Gonçalo Esteves
- Håkon Evjen
- Elber Evora

## F
- Juan Familia-Castillo
- Anton Fase
- Bram Franken
- Fred Friday

## G
- Levi Garcia
- Fons Gemmel
- Alec Georgen
- Jayen Gerold
- Kick de Goede
- Wouter Goes
- Jereno van Gom
- Kenzo Goudmijn
- Iman Griffith
- Kick Groot
- Albert Guðmundsson
- Maxim Gullit

## H
- Justin de Haas
- Yassin Hamdi
- Matthijs Hardijk
- Jasper Hartog
- Pantelis Hatzidiakos
- Jeremy Helmer
- Mees Hoedemakers

## J
- Jamie Jacobs
- Joey Jacobs
- Tómas Johannessen
- Fedde de Jong

## K
- Mees Kaandorp
- Arouna Kabba
- Job Kalisvaart
- Denso Kasius
- Milos Kerkez
- Tom Kerssens
- Ricuenio Kewal
- Deacon van der Klaauw
- Peer Koopmeiners
- Teun Koopmeiners
- Kai Koreniuk
- Nick Koster
- Joris Kramer
- Tristan Kuijsten
- Des Kunst
- Furkan Kurban
- Dave Kwakman

## L
- Mayckel Lahdo
- Robin Lathouwers
- Lev Lenssen
- Fernando Lewis
- Jop van der Linden
- Keyennu Lont

## M
- Richonell Margaret
- Enoch Mastoras
- Mexx Meerdink
- Mathijs Menu
- Fredrik Midtsjø
- Ondřej Mihálik
- Danny Mühl
- Robert Mühren

## O
- Julian Oerip
- Nick Olij
- Wilmer Olofsson
- Thijs Oosting
- Levi Opdam
- Joeri Oud
- Thomas Ouwejan
- Joris van Overeem
- Rome-Jayden Owusu-Oduro

## P
- Vasilios Pavlidis
- Alexandre Penetra
- Immanuel Pherai
- Ernest Poku
- Loek Postma
- Joshua Pynadath

## R
- Rik Regeling
- Vincent Regeling
- Tijjani Reijnders
- Beau Reus
- Damienus Reverson
- Ricardo van Rhijn
- Rio Robbemond
- Joey Roggeveen

## S
- Oğulcan Sadıroğlu
- Zia Sakirovski
- Dabney dos Santos
- Mauro Savastano
- Jasper Schendelaar
- Lewis Schouten
- Robin Schouten
- Richard Sedláček
- Mats Seuntjens
- Kees Smit
- Anthony Smits
- Ilias Splinter
- Melle Springer
- Finn Stam
- Calvin Stengs
- Yukinari Sugawara

## T
- Mohamed Taabouni
- Muamer Tanković
- Guus Til
- Kevin Toppenberg
- Nick Twisk

## V
- Tijs Velthuis
- Hobie Verhulst
- Ron Vlaar

## W
- Rens van der Wacht
- Henri Weigelt
- Sem Westerveld
- Owen Wijndal
- Tijmen Wildeboer
- Hessel de Wit

## Z
- Lequincio Zeefuik
- Kiyani Zeggen